# Tűzgyűrű (vidék)

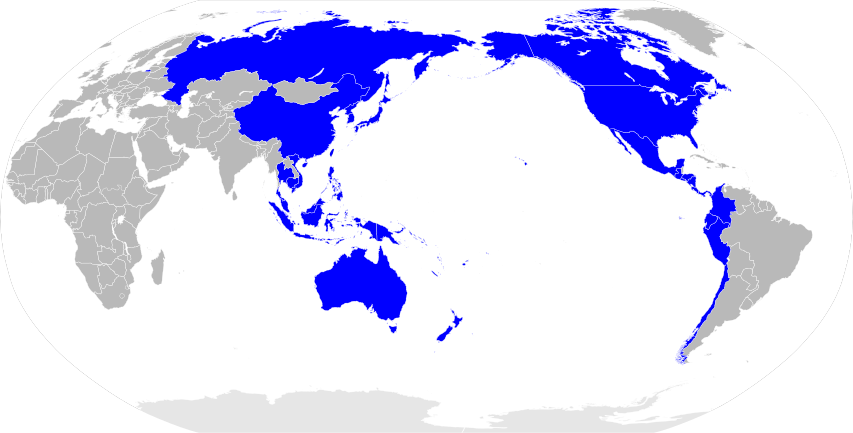
A kékkel jelölt országok a Csendes-óceánnal határos országok.

Tűzgyűrű peremforrás olyan kifejezés, amely a Csendes-óceán körüli országokra és területekre utal. A szám 38 állam vagy terület. A régió nagyon sokszínű, és rendelkezik többek között Hongkong, Szingapúr és Kínai Köztársaság gazdasági dinamizmusával, Japán, Dél-Korea és az Egyesült Államok technológiai know-how-jával, Ausztrália, Kolumbia, a Fülöp-szigetek, Kanada, Mexikó, Peru, az Oroszország Távol-Kelet és az Egyesült Államok természeti erőforrásaival, Indonézia és Kína emberi erőforrásaival, valamint Ausztrália, Chile, a Fülöp-szigetek, Új-Zéland és az Egyesült Államok agráriparával.

## Tűzgyűrű peremállamok és más területek[2]
| - Kelet-Ázsia - Oroszország - Japán - Észak-Korea - Dél-Korea - Kína - Hongkong - Makaó - Kínai Köztársaság - Délkelet-Ázsia - Vietnám - Kambodzsa - Thaiföld - Malajzia - Szingapúr - Brunei - Indonézia - Fülöp-szigetek - Kelet-Timor | - Óceánia (Szuverén államok) - Ausztrália - Palau - Mikronézia - Pápua Új-Guinea - Salamon-szigetek - Nauru - Marshall-szigetek - Vanuatu - Új-Zéland - Tuvalu - Fidzsi-szigetek - Kiribati - Tonga - Szamoa - Niue - Cook-szigetek | - Óceánia (Függő területek) - Ausztrália államai és területei - Norfolk-sziget - Új-Zéland birodalma - Tokelau-szigetek - Tengerentúli Franciaország - Új-Kaledónia - Wallis és Futuna - Francia Polinézia - Brit tengerentúli területek - Pitcairn-szigetek - Egyesült Államok szigeti területe - Északi-Mariana-szigetek - Guam - Amerikai Szamoa - Amerikai Egyesült Államok - Hawaii - Chile - Húsvét-sziget | - Észak-Amerika - Kanada - Amerikai Egyesült Államok - Mexikó - Közép-Amerika - Guatemala - Salvador - Honduras - Nicaragua - Costa Rica - Panama - Dél-Amerika - Kolumbia - Ecuador - Peru - Chile |

## Kereskedelem
Mivel a Tűzgyűrű térség forgalmas kereskedelmi terület, a 10 legforgalmasabb konténerkikötő nagy része abban a régióban található, ahol a világ 50 legforgalmasabb konténerkikötőjének nagy része található:
| - Dél-Korea - Puszan (5. hely) - Japán - Jokohama (36. hely) - Tokió (25. hely) - Nagoja (47. hely) - Kobe (49. hely) - Tajvan - Kaohsiung (12. hely) - Hongkong - Hongkong (3. hely) | - Kína - Sanghaj (1. hely) - Sencsen (4. hely) - Ningbo (6. hely) - Kanton (7. hely) - Csingtao (8. hely) - Tiencsin (10. hely) - Hsziamen (19. hely) - Dalian (21. hely) - Lianyungang (30. hely) - Yingkou (34. hely) | - Fülöp-szigetek - Manila (37. hely) - Vietnám - Saigon (28. hely) - Thaiföld - Laem Chabang (22. hely) - Malajzia - Klang kikötő (13. hely) - Tanjung Pelepas (16. hely) - Szingapúr - Szingapúr (2. hely) | - Indonézia - Jakarta (24. hely) - Surabaya (38. hely) - Kanada - Vancouver (50. hely) - Amerikai Egyesült Államok - Los Angeles (17. hely) - Long Beach (18. hely) - Seattle/Tacoma (48. hely) - Panama - Balboa (43. hely) |

## Lásd még
- Ázsia és Csendes-óceáni Gazdasági Szervezete
- Cirkumpacifikus-hegységrendszer